# Hellmuth Becker
Hellmuth Becker (12 de agosto de 1902, Alt Ruppin, Neuruppin - 28 de febrero de 1953) fue un comandante alemán de las SS durante la era Nazi. En la Segunda Guerra Mundial, lideró la División SS Totenkopf y fue condecorado con la Cruz de Caballero de la Cruz de Hierro con Hojas de Roble. En la posguerra, Becker fue juzgado por las autoridades soviéticas por dos veces, por crímenes de guerra y sabotaje y fue ejecutado en 1953, después del segundo juicio.

## Biografía
Nacido en 1902, Becker se unió al ejército en 1920 y lo abandonó en 1932 con el rango de sargento mayor (Wachtmeister). En 1933, se unió a las SS y conoció a Wilhelm Bittrich y Hermann Priess. En 1935, Becker fue transferido al SS Totenkopf Standarte "Oberbayern", estacionado en el SS-Übungslager Dachau, que después pasó a formar parte de la División SS Totenkopf. El 9 de noviembre de 1940, Becker fue promovido a SS-Obersturmbannführer y comandante del SS-Totenkopf-Regiment. Entre 1942 y 1944 ocupó el rango de SS-Standartenführer y entró en servicio activo con la Totenkopf-Division. A principios de 1944, fue transferido al SS-Führungshauptamt y en marzo, asumió el mando del 36.º Regimiento SS Panzer Granadier, en la División SS Reichsführer-SS en Italia. El 21 de junio, fue promovido a SS-Oberführer y en julio al mando de la 3.ª División SS Totenkopf. El 1 de octubre de 1944 fue promovido a SS-Brigadeführer.
En diciembre de 1944, la división fue trasladada a Hungría para las batallas en torno a Budapest. La división cruzó el río Danubio hacia Viena, intentando rendirse a las fuerzas de EE. UU. Bajo los términos de la capitulación de Alemania, la rendición fue rechazada y la unidad se entregó al Ejército Rojo soviético.
Becker demostró ser un hombre brutal, despiadado y libertino, incluso para los estándares de las SS según investigaciones oficiales de las Waffen-SS: "En el frente oriental Becker violó mujeres rusas en público y apareció completamente borracho en varias ocasiones en la línea de frente como comandante regimental. En la primavera de 1943, había organizado prostitutas para que acudieran a su centro de mando y el 20 de abril de 1943, hizo enviar a toda la artillería un saludo de salvas de diez minutos para celebrar el cumpleaños del Führer. Incluso en el frente occidental en la Navidad de 1942, organizó una orgía para su regimiento en el casino de los oficiales. Destrozó muebles, rompió ventanas y sus compañeros oficiales habían montado a caballo hasta la muerte."

## Juicios, condenas y ejecución
En noviembre de 1947, fue puesto bajo juicio ante un tribunal militar soviético en Poltava y sentenciado a 25 años de prisión y trabajos forzados por crímenes de guerra. Mientras cumplía su sentencia, Becker "puso a prueba la paciencia de sus carceleros" intentando fabricar explosivos, llevando a un nuevo juicio. "La personificación de los brutales Landsknechts que formaban los oficiales de alto rango de las Waffen-SS", fue condenado y ejecutado en febrero de 1953.

## Condecoraciones
- Cruz de Hierro (1939) 2.ª Clase (24 de mayo de 1940) & 1.ª Clase (26 de junio de 1940)[4]
- Cruz Alemana en Oro el 26 de septiembre de 1942 como SS-Standartenführer en el SS-Totenkopf Regiment 3[5]
- Cruz de Caballero de la Cruz de Hierro con Hojas de Roble
  - Cruz de Caballero el 7 de septiembre de 1943 como SS-Standartenführer y comandante del Regimiento SS Theodor Eicke.[6]
  - Hojas de Roble el 21 de septiembre de 1944 como SS-Oberführer y comandante de la División SS Totenkopf[6]